# Kjosuke Tagawa
Kjosuke Tagawa (japonsky 田川 亨介, * 11. února 1999) je japonský fotbalista.

## Klubová kariéra
S kariérou začal v japonském klubu Sagan Tosu. V roce 2019 přestoupil do klubu FC Tokyo.

## Reprezentační kariéra
Jeho debut za A-mužstvo Japonska proběhl v zápase proti Číně 10. prosince 2019. Tagawa odehrál za japonský národní tým celkem dvě reprezentační utkání.

## Statistiky
| Japonsko | Japonsko | Japonsko |
| Roky     | Záp.     | Góly     |
| -------- | -------- | -------- |
| 2019     | 2        | 1        |
| Celkem   | 2        | 1        |